# Herinneringsmedaille aan de Expeditie in Dahomey
De Herinneringsmedaille aan de Expeditie in Dahomey (1892) (Frans: médaille commémorative de l'expédition du Dahomey) was een Franse herinneringsmedaille. Deze onderscheiding werd in de Wet van 12 november 1892 ingesteld voor de 2.065 veteranen, officieren, matrozen en soldaten, van de veldtocht die het Franse leger daar had ondernomen. De medaille werd door president Carnot verleend.
Frankrijk was tijdens de koloniale expansie aan de Afrikaanse Westkust in twee Frans-Dahomeyaanse oorlogen verstrikt geraakt.
- Eerste Frans-Dahomeyaanse Oorlog (1890)
- Tweede Frans-Dahomeyaanse Oorlog (1892–1894)

Tijdens de eerste oorlog vocht Frankrijk met 709–759 reguliere Franse soldaten en 500 man uit Porto-Novo tegen koning Béhanzin van Dahomey met ongeveer 8000 soldaten waaronder een korps amazones (gewapende vrouwelijke krijgers) in het veld bracht. De Franse overwinning was compleet; de negervorst werd gedwongen om Porto-Novo als Frans protectoraat te erkennen en zijn douanepost in Cotonou te sluiten. Aan Franse zijde vielen 16 doden. Het aantal inheemse doden liep in de duizenden.
Tijdens de tweede oorlog veroverden de Fransen met 2.164 reguliere Franse soldaten en 2.600 man uit Porto-Novo geheel Dahomey. Koning Béhanzin bracht 10.000 soldaten waarvan 1.200 amazones maar moest zich overgeven en werd naar Martinique verbannen. De Fransen verloren 85 man in de strijd terwijl 205 man aan ziektes crepeerden. Het aantal inheemse doden liep in de duizenden.
Toen de uitgezonden troepen op 11 mei 1893 terugkeerden in Marseille werd de eerste van de medailles plechtig uitgereikt aan een van hen, de heldhaftige en zojuist tot generaal bevorderde Alfred Dodds.
In circulaires van 19 april 1893 en 16 maart 1894 werd door het Ministerie van Koloniën vastgesteld dat de bemanning van de volgende schepen in aanmerking kwam voor de Herinneringsmedaille aan de Expeditie in Dahomey. Het ging om de Ambre, Brandon, Emeraude, Marmet, Mésange, Onyx, Opale, Segond en Topaze. De circulaire gaf voor ieder schip specifieke data waarop men aan boord moest zijn geweest.
Militairen die tijdens de campagne voor vergrijpen tegen de krijgstucht waren veroordeeld kwamen niet in aanmerking voor de medaille.

## De medaille

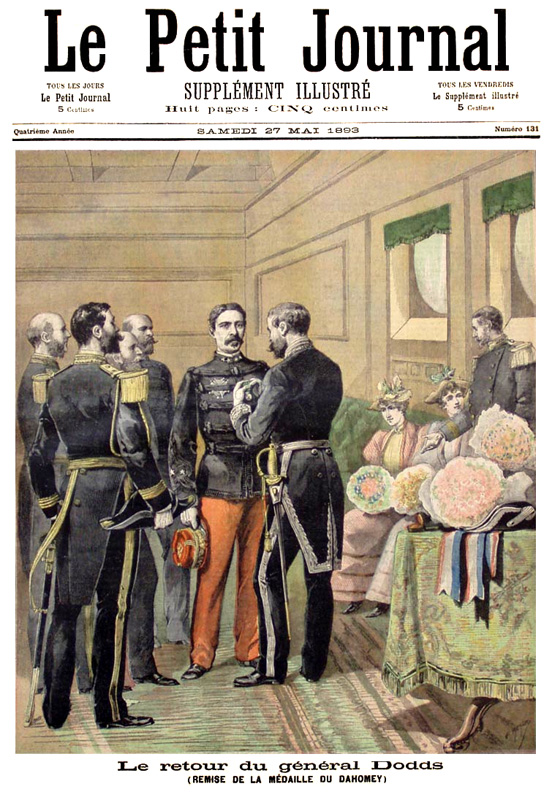
Voorpagina van Le Petit Journa, l generaal Dodds ontvangt op 27 mei 1893 de eerste Senegal-medaille

De zilveren medaille is rond en wordt aan een lint met vier zwarte strepen op een kleur die de Fransen "jonquille" noemen, dat is stralend geel, op de linkerborst gedragen. De diameter is 30 millimeter. Net als bij eerdere herinneringsmedailles is de rand een plastisch uitgevoerde lauwerkrans. Het ontwerp en de gravure waren van de hand van Jean-Baptiste Daniel-Dupuis, de eerste graveur van de Munt van Parijs.
Op de voorzijde is een vrouwenfiguur met gelauwerde helm en kuras afgebeeld als zinnebeeld van het "gewapende Frankrijk". Het rondschrift luidt ""REPUBLIQUE FRANÇAISE". Op de vizier van de helm staat "PATRIE".
Op de keerzijde staat binnen eenzelfde lauwerkrans onder een vijfpuntige ster met acht lange en acht korte stralen de naam "DAHOMEY". Daaronder is een trofee afgebeeld waarin een anker de ereplaats inneemt.
Wanneer de modelversiering niet werd gedragen, mocht men op het uniform een baton in de kleuren van het lint dragen. Voor de op een rokkostuum gedragen miniatuur werden regels vastgesteld. Particulieren mochten dergelijke miniaturen slaan, wanneer deze een diameter van maximaal 25 millimeter kregen. Het meesterteken en het stempel van de Munt mochten niet worden overgenomen. De miniaturen mochten, zo zij van een edel metaal waren, wel ter keuring worden aangeboden bij een Waarborg.

## De medaille van Porto Novo
De koning van Porto Novo, Toffa, heeft een eigen herinneringsmedaille laten slaan.
zie: De Medaille van Koning Toffa van Porto Novo